# Scartichthys gigas
Scartichthys gigas är en fiskart som först beskrevs av Steindachner, 1876.  Scartichthys gigas ingår i släktet Scartichthys och familjen Blenniidae. IUCN kategoriserar arten globalt som livskraftig. Inga underarter finns listade i Catalogue of Life.